# Henri Deglane
Jean Henri Deglane (22. června 1902 Limoges – 7. července 1975 Chamalières) byl francouzský zápasník. V roce 1924 na olympijských hrách v Paříži vybojoval zlatou medaili v zápase řecko-římském v těžké váze.